# Sungai Luar
Sungai Luar is een bestuurslaag in het regentschap Indragiri Hilir van de provincie Riau, Indonesië. Sungai Luar telt 5907 inwoners (volkstelling 2010).